# Гуго Вольф
Гуго Вольф (нім. Hugo Wolf; 13 квітня 1860 — 22 лютого 1903) — словенський композитор, особливо відомий завдяки своїм пісням. Він надав цьому жанру концентровану експресивну виразність, що була унікальною у пізньоромантичній музиці: щось споріднене із Новою віденською школою у виразності, але зовсім відмінне в техніці.
Мав декілька надзвичайних спалахів продуктивності, зокрема у 1888 та 1889 роках, депресія часто перебивала його творчі періоди, і його останній твір був написаний 1898 року, перед психічним розладом (прогресивний параліч, пізня форма сифілісу).

## Ранні роки (1860—1887)
Гуго Вольф народився у містечку Віндішгретц (тепер Словень Градець, Словенія), тоді частині Австрійської імперії. По материній лінії він був родичем Герберта фон Караяна. Хоча Раушенбергер та біограф Вольфа Франк Валькер твердили, що предки батька Вольфа були переважно німці, недавні дослідження підтвердили, що Вольф був чистим словенцем, як з материної, так і з батькової сторони. (Прадід Вольфа народився у Шентюрі з прізвищем Vouk/Vovk, але згодом, коли переїхав у Словень Градець, його прізвище в офіційних церковних записах змінилося на німецький варіант Wolf). Гуго Вольф провів більшість свого життя у Відні, ставши представником «Нової Німецької» течії у камерно-вокальному жанрі, течії, яка виникла із експресивних, хроматичних і драматичних новаторств Ріхарда Вагнера.
Будучи обдарованою дитиною, Вольф навчався із чотирьох років гри на фортепіано та скрипці у свого батька і одного разу у початковій школі студіював фортепіано та музичну теорію із Себастіаном Вайкслером. Інші предмети, окрім музики, його не цікавили, він був виключений із першої середньої школи, як такий, що «повністю не відповідає вимогам», покинув іншу через складності в обов'язковому вивченні латини, і після того, як посварився із професором, що висловився про його «прокляту музику», залишив останню. Звідти він вступив до Віденської консерваторії, на велике розчарування свого батька, який сподівався, що його син не буде заробляти на життя музикою. Але ще раз був виключений через «порушення дисципліни», хоча Вольф, який часто бунтував, стверджував потім, що він покинув консерваторію через її консерватизм.
Побувши вісім місяців із родиною, він повернувся у Відень, щоб навчати музики. Хоча його запальний характер не дуже підходив для викладання, музичний талант Вольфа та його персональна привабливість прикликала увагу до нього та покровителів. Допомога благодійників дозволила йому жити творчістю, а дочка одного із його найбільших добродіїв надихала його творити — Валентина Франк, його перше кохання, що тривало три роки. Протягом їхніх відносин у його творах почали проявлятися риси зрілого стилю. Вольф був схильний до депресії та різких змін настрою, які будуть впливати на нього впродовж всього його життя. Коли Валентина покинула його прямо перед його 21-им днем народження, він був засмученим. Він повернувся додому, хоча його стосунки із родиною були теж напруженні: його батько був досі переконаним, що його син нероба і невдаха. Його коротке і невидатне перебування на посаді другого капельмейстра у Зальцбурзі тільки підсилили цю думку: Вольф не мав ні темпераменту, ні диригентської техніки, ні потягу до явного невагнерівського репертуару, щоб бути успішним, і через рік знову повернувся у Відень, щоб вчити майже за тих самих обставин, що й раніше.
Смерть Вагнера у лютому 1883 була іншою подією життя, що сильно вплинула на молодого композитора. Пісня «Zur Ruh, zur Ruh» була написана невдовзі після цього і вважається найкращим із його ранніх творів; припускається, що вона планувалася, як елегія для Ваuнера. Вольф часто зневірювався у своєму майбутньому в наступні роки, у світі, із якого його ідол відійшов, залишивши величезний шлях ще пройти і не давши вказівки, як це зробити. Це зробило його дуже імпульсивним, віддаляючи друзів і покровителів, хоча його шарм допоміг йому зберегти їх, більше ніж дії. Його пісні тим часом привернули увагу Ференца Ліста, якого він дуже поважав, і хто, як і інші наставники, порадив йому звернутися до більшої форми; цього разу він послухався цієї поради, написавши симфонічну поему «Пентесілея». Його діяльність як критика почалась. Він був нещадним у своїй критиці гірших творів, які, як він бачив, охоплювали музичну атмосферу того часу; твори Антона Рубінштейна він вважав особливо мерзенними. Але він настільки ж палко підтримував Ліста, Шуберта, Шопена, чиїх геніїв визнавав. Відомий як «Дикий Вольф» через інтенсивність та експресивну силу своїх звинувачень, своєю уїдливістю він заробив собі деяких ворогів. Він писав мало протягом цього часу і для того, що написав, не міг знайти виконавця; Розе-Квартет, очолюваний концертмейстром Віденського філармонічного оркестру Арнольдом Розе, відмовиться навіть подивитися на його ре-мінорний квартет після того, як він був відібраний окремо в колону, і прем'єра «Пентесілеї» була сприйнята Віденським філармонічним оркестром, коли вони зіграли її на репетиції під батутою їхнього відомого консервативного диригента Ганса Ріхтера, як ніщо інше, ніж глузування над «людиною, що насмілилася критикувати „Маестро Брамса“», як сам Ріхтер їдко висловлювався.
Він покинув свою діяльність критика у 1887 році і почав знову компонувати; можливо і не так вже й неочікувано, його перші пісні, які він написав після перерви (на вірші Гете, Йозефа фон Ейхендорфа і Йозефа Віктора фон Шеффеля) наголошували на темах сили та рішучості при нещасті. Невдовзі після цього він закінчив коротку, дотепну одночастинну «Італійську Серенаду» для струнного квартету, яка вважається одним із найкращих зразків його зрілого інструментального стилю. Всього через тиждень потому його батько помер, залишивши його спустошеним, і він не писав до кінця року.

## Зрілість (1888—1896)

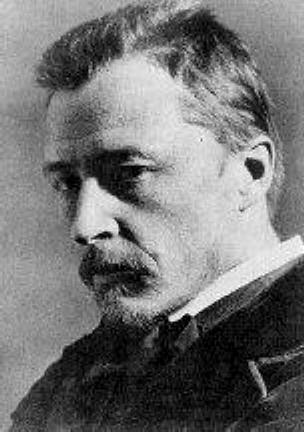
Гуго Вольф. Фотографія

1888 і 1889 виявились надзвичайно продуктивними роками для Вольфа і стали поворотним моментом його життя. Після публікації великої кількості його пісень прикінці минулого року Вольф знову захотів повернутися до композиторства і поїхав у заміський будинок Вернерів — родинних друзів, яких Вольф знав із дитинства — у Перхтольдсдорф (куди можна було дістатися короткою мандрівкою поїздом із Відня), щоб втекти і творити на самоті. Тут він написав пісні на вірші Едуарда Меріке з шаленою швидкістю. Недовга перерва і зміна будинку, цього разу на заміський будинок більш знайомих друзів, Екштайнів, і він написав пісні на вірші Ейхендорфа, потому 51 пісню на текст Гете, які він завершив у 1889 році. Після літнього відпочинку «Іспанська книга пісень» була почата у жовтні 1889 року; хоча твори в іспанському дусі були популярними в той час, Вольф шукав вірші, які ще не були використані іншими композиторами.
Вольф одразу сам високо оцінив власні твори, із божевільним запалом розказуючи друзям, що це найкращі речі, які він досі створив (із допомогою та за наполяганням декількох найвпливовіших із них твори були вперше надруковані). Тепер про Вольфа будуть знати й за межами Відня. Тенор Фердинанд Єгер, якого Вольф чув у «Парсіфалі» під час своєї короткої перерви у компонуванні, був присутній на одному із перших концертів творів на вірші Меріке і скоро стане прихильником його музики, виконавши концерт із творів лише Вольфа та Бетховена у грудні 1888 року. Його твори були високо оцінені в періодичних виданнях, включаючи популярну німецьку газету «Münchener Allgemeine Zeitung». (Визнання було не завжди позитивним; прибічники Брамса, досі відчуваючи гострий біль від Вольфових нещадних відгуків, мстилися, коли взагалі нічого не могли зробити з ним. Біограф Брамса Макс Кальбек висміював Вольфа за його незріле письмо та зайві тональності; інший композитор відмовився поділити програму із ним, в той час, як Амалія Матерна, вагнерівська співачка, мусила скасувати свій сольний концерт із творів Вольфа, коли вона начебто зіткнулась із погрозою попасти у чорний список критиків, якщо виступить).
Всього лише декілька пісень, які завершили першу половину «Італійську книгу», було написано у 1891 перед тим, як Вольфове душевне й фізичне здоров'я знову погіршилося в кінці року; через виснаження від багатих на творчість декількох минулих років у поєднанні із ефектами сифілісу та депресивним характером він нічого не писав протягом наступних декількох років. Концерти із його творів продовжувалися в Австрії та Німеччині, збільшуючи славу про нього; навіть Брамс та критики, які раніше паплюжили Вольфа, давали схвальні відгуки. Проте Вольф був стурбований депресією, яка не давала йому можливості творити, що лише поглиблювало її. Він завершив оркестрування попередніх творів, але нові поки що не з'являлися і тим більше опера, яку він тепер задумав обов'язково написати, досі переконаний, що успіх у крупних формах є показником величі композитора.
Вольф із відразою відмовився від лібрето «Коррехідора», коли його вперше побачив у 1890 році, але тверде рішення написати оперу змусило його закрити очі на його вади другого разу. Заснована на «Трикутному капелюсі» Педро Антоніо де Аларкона, історія із чорним гумором про любовний трикутник із подружньою зрадою була знайома Вольфу особисто: він був декілька років закоханий у Меланію Кехерт, одруженою із його другом Гайнріхом Кехертом. (Припускається, що їхній роман почався всерйоз у 1884 році, коли Вольф супроводжував Кехертів на відпочинку; хоча Гайнріх дізнався про їхні стосунки у 1893, він залишився Вольфовим покровителем та чоловіком Меланії.) Опера була закінчена через дев'ять місяців і прем'єра пройшла із успіхом, але Вольфова музика не могла компенсувати слабкий текст, і опера була приречена на провал; вона не була успішно поновлена.
Поновлення творчих сил проявилися у закінченні Вольфом «Італійської книги пісень» із двома десятками пісень, написаними у березні та квітні 1896 року, написанні трьох пісень на вірші Мікеланджело у березні 1897 (планувалося шість) та підготовчій роботі протягом цього року до написання опери «Мануель Венегас».

## Останні роки (1897—1903)
Остання поява Вольфа на концерті, де був його ранній прихильник Єгер, була у лютому 1897 року. Скоро після цього Вольф впав у божевілля, яке є характерною ознакою прогресивного паралічу, із дуже рідкими просвітками покращення. Він залишив шістдесят сторінок незакінченої опери «Мануель Венегас» (у 1897 році) із відчайдушними спробами завершити її, поки повністю не втратив здорового глузду; із середини 1899 року він не міг писати нічого взагалі й навіть пробував втопитися, після чого був поміщений у Віденську психіатричну лікарню за власним наполяганням. Меланія відвідувала його часто наприкінці його життя аж до його смерті 22 лютого 1903 року, але невірність своєму чоловікові мучила її, і вона покінчила життя самогубством у 1906 році.
Вольф похований на Центральному цвинтарі Відня, разом із багатьма іншими видатними композиторами.

## Музика
Найбільший вплив на Вольфа мав Ріхард Вагнер, який, коли Вольф вперше приїхав до Віденської консерваторії, заохотив молодого композитора далі писати і спробувати себе у більш широкомасштабних творах, укріплюючи Вольфове бажання наслідувати свого музичного ідола. Його антипатія до Йоганнеса Брамса вилилася такою ж мірою у прихильність до вагнерівського музичного радикалізму та відразу до брамсівського музичного консерватизму.
Він найбільше відомий завдяки своїм пісням, його темперамент і природна схильність вилилися у більш інтимному, суб'єктивному та короткому музичному висловлюванні. Хоча він спершу вважав, що освоєння більш крупних форм є ознакою великого композитора (думка, яку підсилили ранні наставники), менша форма художньої пісні виявилась кращим засобом його музичного вираження і стала розглядатися як жанр, що найкраще підходить для його своєрідного генія. Пісні Вольфа відзначаються накопиченням відвертих музичних ідей та глибини почуттів, яке виросло із уміння Вольфа знаходити правильну музику до поезії, що його надихала.
На ранньому етапі свого творчого життя Вольф писав пісні на зразок пісень Шуберта та Шумана, особливо у період приблизно стосунків із Валентиною Франк. Припускається, що його вибір тексту пісень, разом із гріхом і тугою, був частково викликаний зараженням сифілісом. Симфонічна поема «Пентесілея», яка рідко виконується, є також бурхливою та яскраво кольористичною. Хоча Вольф любив Ліста, який заохотив його закінчити твір, він вважав музику Ліста надто сухою й академічною; йому бракувало у ній кольору та почуттів.
1888 став поворотним моментом у його стилі та кар'єрі: із музикою на слова Меріке, Ейхендорфа та Гете він відійшов від більш простого, діатонічного ліризму Шуберта до «власного виття». Меріке, зокрема, розкрив та доповнив музичний талант Вольфа: багато речей підходять під Вольфовий спосіб накладання музики на текст, його чорне почуття гумору подібне до Вольфового власного, його розуміння та образність вимагала більшої різноманітності композиторської техніки та текст задавав, що малювати. В пізніші роки його твори менше спиралися на текст, щоб дати йому музичне обрамлення, а більше на його одні чисто музичні ідеї; пізніші Іспанські та Італійські пісні відображають цей рух в сторону «абсолютної музики».
Вольф написав сотні пісень, три опери, музичні супроводи, музику для хору так само, як оркестрову, камерну та фортепіанну музику, яку рідко виконують. Його найвідоміший інструментальний твір — «Італійська серенада» (1887), спершу написана для струнного квартету, а потім оркестрована, яка стала початком його зрілого стилю.
Вольф відомий своїм використанням тональності з метою підсилення змісту. Концентрування на двох тональних зонах, для того, щоб музично змалювати двозначність та конфлікт у тексті — відмітна ознака його стилю, розв'язання відбувається тільки тоді, коли це відповідає змісту пісні. Тексти, які він обирав були часто наповнені тугою та неможливістю знайти вихід, і, відповідно, такими ж були тональні мандрівки, які ніяк не могли повернутися до початкової тональності.

## Основні твори

### Опери
- Суддя (нім. Der Corregidor, 1895)
- Мануель Венегас (незавершена, 1897)

### Пісні
- Mörike-Lieder (1888), на вірші Едуарда Меріке.
- Eichendorff-Lieder (1889), на вірші Йозефа фон Ейхендорфа.
- Goethe-Lieder (1890), на вірші Йоганна Вольфганга фон Гете.
- Spanisches Liederbuch, nach Paul Heyse und Emanuel Geibel (1891)
- Italienisches Liederbuch, nach Paul Heyse (1892, 1896)
- Michelangelo Lieder (1897), на вірші Мікеланджело.
- Dem Vaterland (1890), на гімн Роберта Райніка

### Інструментальні
- Струнний квартет, ре мінор (1878–84)
- Симфонічна поема Пентесілея (1883–85)
- Італійська Серенада (1887, струнний квартет; оркестрована у 1892)